# Textos a part
Textos a part és una col·lecció literària fundada per l'editorial Arola l'any 1998 amb la voluntat de presentar al públic general i als professionals del sector textos teatrals contemporanis. Fins a la tardor del 2016 havia publicat més de 170 títols.

## Descripció
La col·lecció es subdivideix en quatre altres col·leccions: «Textos a part (clàssics)», que conté quatre peces teatrals clàssiques en català; «Textos aparte», que conté disset llibres en castellà; «Textos aparte (clásicos)», que conté Don Carlos de Schiller, i «Textos a part (Teatre per a joves)». Juntament amb «Bromera teatre» és de les poques col·leccions teatrals que hi ha actualment disponibles al mercat. Per aquest motiu és molt heterogènia pel que fa a propostes estètiques i ha publicat un gran nombre d'autors, com Josep Maria Benet i Jornet, Albert Mestres, Marta Buchaca, Jordi Faura, Manuel Molins i Pere Riera, entre molts d'altres.
Els llibres solen publicar-se en enquadernació rústica, amb coberta marró de cartó fi, amb una mida de 12,5 per 16,5 cm. El preu de cada volum sol oscil·lar entre els 9 i els 12 euros.

## Història
La història d'aquesta col·lecció es pot dividir en dues etapes, tenint en compte la línia editorial del catàleg. El primer període (1998–2006) té com a figura central l'escriptor Joan Cavallé, que s'encarrega de la selecció i edició dels títols. En canvi, durant el segon període (2007–2015) la política editorial va a càrrec d'un grup format per quatre persones relacionades amb el món teatral català que proposen els títols.
Els assessors editorials eren Carles Canut, actor que forma part de la Fundació Romea per a les Arts Escèniques (Barcelona); Toni Casares, dramaturg i director de la Sala Beckett (Barcelona); Joan Pascual, integrant de Zona Zàlata (Tarragona), i Toni Rumbau, escriptor i director que lidera el Festival d'Òpera de Butxaca i Noves Creacions (Barcelona). Aquest grup no funciona com un comitè editorial que necessita el vistiplau de tots els membres per tirar endavant la publicació, sinó que cada integrant proposa títols que es publiquen en funció dels terminis, els recursos i els interessos de l'editorial.
Alhora, durant els diferents períodes s'han establert convenis de diversa durada per tal de publicar les obres premiades en diversos premis literaris, com, per exemple, el premi Born de Teatre, el premi Joaquim M. Bartrina o el premi 14 d'abril. També es van signar convenis amb el Teatre Nacional de Catalunya en relació amb el projecte «T6» (els títols del qual inicialment eren publicats per Proa) i més endavant amb el projecte «Llegir el Teatre», que pretén editar totes les obres que es representen al Teatre Nacional per donar l'opció de llegir-les abans o després d'haver-les vist.